# 1689年教宗選舉秘密會議
1689年教宗選舉秘密會議於教宗諾森十一世逝世後舉行，這場選舉秘密會議最後由伯多祿·未圖·奧托博尼樞機當選成為教宗亞歷山大八世。這場選舉秘密會議有一些人數較少的陣營因勢力不足而結盟；「熱誠派」亦在這場選舉秘密會議冒起，成為一股政治力量。得到各世俗君主認可的奧托博尼最後在各樞機一致投票支持下當選成為教宗，他亦成為超過200年來首位出身威尼斯的教宗。

## 背景
教宗諾森十一世在位期間要面對的一個核心政治問題是教宗與法國君主在「歸化權」的議題上爭持不下，法國君主稱有權在一個教區進入教座出缺至新主教就職這段日子期間將上繳教區的費用歸為己有。諾森十一世為譴責這種做法而頒佈了一封教宗詔書；法國因此於1682年召開神職人員會議，維護君主的「歸化權」。諾森十一世於是拒絕任命法國的主教，此舉令法國於1688年的時候有35個教區出現教座出缺。法國國王十四及後透過攻佔位於教宗國的亞維農來回應。
諾森十一世在當選教宗後5年（1681年）才擢升第一批樞機，當時他擢升了16位意大利樞機。由於樞機團內非意大利樞機的數量少，信奉天主教的各君主感到憤怒。他於1686年再度擢升27位新樞機，當中包括一位法國樞機和11位非意大利樞機。諾森十一世任內有43人獲擢升樞機，同時亦有52位樞機離世。諾森十一世於1689年8月12日離世，遺體於翌日運回梵蒂岡。他的葬禮於8月14日至23日期間舉行，為期9天。樞機團在諾森十一世離世的時候有8個空缺。根據教宗額我略十五世於1621年頒佈的規定，一個人如要當選教宗需要得到最少三分之二的樞機選舉人支持。選舉秘密會議於1689年8月23日開始，但是首輪有效投票因法國的各樞機遲到而延遲一個月進行。法國的各樞機於9月23日到達羅馬並於4日後參加選舉秘密會議。

## 樞機選舉人

### 出席的樞機選舉人
參與這場選舉秘密會議的樞機選舉人共有51人，當中包括6位主教級樞機、33位司鐸級樞機和12位執事級樞機。在這51人中，有26位、10位、8位、4位和3位樞機分別由教宗諾森十一世、克勉十世、亞歷山大七世、諾森十世和克勉九世擢升。
| 姓名                                             | 所屬國家/地區  | 級別       | 於羅馬的領銜職務                                   | 冊封樞機日期   | 冊封者       | 備註                                                     |
| ------------------------------------------------ | -------------- | ---------- | -------------------------------------------------- | -------------- | ------------ | -------------------------------------------------------- |
| 阿爾代拉諾·奇博                                  | 熱那亞         | 主教級樞機 | 奧斯蒂亞及韋萊特里 羅馬城郊教區主教                | 1645年3月6日   | 諾森十世     | 樞機團團長                                               |
| 伯多祿·未圖·奧托博尼                             | 威尼斯         | 主教級樞機 | 波多-聖魯菲納羅馬城郊教區主教                      | 1652年2月19日  | 諾森十世     | 樞機團副團長、在這次選舉秘密會議中當選為教宗亞歷山大八世 |
| 弗拉維·基吉                                      | 錫耶納         | 主教級樞機 | 阿爾巴諾羅馬城郊教區主教                           | 1657年4月9日   | 亞歷山大七世 | 亞歷山大七世的姪子樞機                                   |
| 安多尼·比基                                      | 錫耶納         | 主教級樞機 | 帕萊斯特里納羅馬城郊教區主教                       | 1657年4月9日   | 亞歷山大七世 | 亞歷山大七世的姪子樞機                                   |
| 雅各伯·弗蘭佐尼                                  | 熱那亞         | 主教級樞機 | 弗拉斯卡蒂羅馬城郊教區主教                         | 1658年4月29日  | 亞歷山大七世 | 未來的樞機團副團長                                       |
| 帕盧佐·帕盧齊·阿爾蒂耶里· 德利·阿爾貝爾托尼      | 羅馬           | 主教級樞機 | 薩比娜羅馬城郊教區主教                             | 1664年1月14日  | 亞歷山大七世 | 總務樞機                                                 |
| 嘉祿·巴爾貝里尼                                  | 羅馬           | 司鐸級樞機 | 盧奇娜的聖老楞佐堂區司鐸                           | 1653年6月23日  | 諾森十世     | 首席司鐸                                                 |
| 額我略·巴爾巴里戈                                | 威尼斯         | 司鐸級樞機 | 聖馬爾谷堂區司鐸                                   | 1660年4月5日   | 亞歷山大七世 |                                                          |
| 若望·尼各老·孔蒂                                 | 羅馬           | 司鐸級樞機 | 過橋聖母堂區司鐸                                   | 1664年1月14日  | 亞歷山大七世 |                                                          |
| 儒略·斯皮諾拉                                    | 熱那亞         | 司鐸級樞機 | 越台伯河的聖母堂區司鐸                             | 1666年2月15日  | 亞歷山大七世 | 1689年9月24日因病退出這場選舉秘密會議                    |
| 若望·德爾菲諾                                    | 威尼斯         | 司鐸級樞機 | 聖維圖斯、莫德斯托和克雷謝齊亞堂區司鐸（僅此一次） | 1667年3月7日   | 亞歷山大七世 |                                                          |
| 厄瑪奴耳·狄鐸·德·拉·圖爾· 德奧韋爾尼厄·德·博於隆 | 法國           | 司鐸級樞機 | 聖伯多祿鎖鏈堂區司鐸                               | 1669年8月5日   | 克勉九世     | 1700年成為樞機團團長                                     |
| 嘉斯巴·卡爾佩尼亞                                | 羅馬           | 司鐸級樞機 | 頭顱聖髑聖思維堂區司鐸                             | 1670年12月22日 | 克勉十世     |                                                          |
| 塞薩爾·德埃斯特雷                                | 法國           | 司鐸級樞機 | 山上天主聖三堂區司鐸                               | 1671年8月24日  | 克勉十世     |                                                          |
| 伯多祿·德·邦齊                                   | 佛羅倫斯       | 司鐸級樞機 | 聖安飛堂區司鐸                                     | 1672年2月22日  | 克勉十世     |                                                          |
| 雲先·瑪利亞·奧爾西尼                             | 普利亞格拉維納 | 司鐸級樞機 | 老聖西斯篤堂區司鐸                                 | 1672年2月22日  | 克勉十世     | 1724年當選為教宗本篤十三世                               |
| 費德廉·巴爾代斯基·科隆納                         | 佩魯賈         | 司鐸級樞機 | 聖亞納大西亞堂區司鐸                               | 1673年6月12日  | 克勉十世     |                                                          |
| 方濟各·內爾里                                    | 羅馬           | 司鐸級樞機 | 梅魯拉納聖瑪竇堂區司鐸                             | 1673年6月12日  | 克勉十世     |                                                          |
| 葉理諾·卡薩納塔                                  | 拿坡里         | 司鐸級樞機 | 聖聶勒和聖亞基略堂區司鐸                           | 1673年6月12日  | 克勉十世     |                                                          |
| 加萊亞佐·馬雷斯科蒂                              | 維尼亞內洛     | 司鐸級樞機 | 聖西利吉和儒利大堂區司鐸                           | 1675年5月27日  | 克勉十世     |                                                          |
| 法布里齊奧·斯帕達                                | 羅馬           | 司鐸級樞機 | 聖基所恭堂區司鐸                                   | 1675年5月27日  | 克勉十世     |                                                          |
| 斐理伯·霍華德                                    | 英格蘭         | 司鐸級樞機 | 神廟遺址聖母堂區司鐸                               | 1675年5月27日  | 克勉十世     |                                                          |
| 若翰·斯皮諾拉                                    | 西班牙         | 司鐸級樞機 | 聖則濟利亞堂區司鐸                                 | 1681年9月1日   | 諾森十一世   |                                                          |
| 安多尼·皮尼亞泰利                                | 拿坡里         | 司鐸級樞機 | 聖龐加爵堂區司鐸                                   | 1681年9月1日   | 諾森十一世   | 1691年當選為教宗諾森十二世                               |
| 薩沃·米利尼                                      | 羅馬           | 司鐸級樞機 | 人民聖母堂區司鐸                                   | 1681年9月1日   | 諾森十一世   |                                                          |
| 費德廉·維斯孔蒂                                  | 米蘭           | 司鐸級樞機 | 聖波尼法爵及聖亞肋塞堂區司鐸                       | 1681年9月1日   | 諾森十一世   |                                                          |
| 雷蒙·卡皮祖基                                    | 羅馬           | 司鐸級樞機 | 天使與殉教者聖母堂區司鐸                           | 1681年9月1日   | 諾森十一世   |                                                          |
| 方濟各·老楞佐· 布蘭卡蒂·迪·勞里亞                | 拿坡里王國     | 司鐸級樞機 | 十二宗徒堂區司鐸                                   | 1681年9月1日   | 諾森十一世   | 西班牙國王卡洛斯二世向他動用排外權而令他無法出任教宗     |
| 雅各伯·德·安傑里斯                               | 比薩           | 司鐸級樞機 | 天壇聖母堂區司鐸                                   | 1686年9月2日   | 諾森十一世   |                                                          |
| 奧皮齊奧·帕拉維奇尼                              | 熱那亞         | 司鐸級樞機 | 山上聖思維及瑪爾定堂區司鐸                         | 1686年9月2日   | 諾森十一世   |                                                          |
| 瑪爾谷-安多尼·巴爾巴里戈                         | 威尼斯         | 司鐸級樞機 | 戴克里先浴場聖女蘇撒納堂區司鐸                     | 1686年9月2日   | 諾森十一世   |                                                          |
| 嘉祿·斯德望·亞納大削·奇切里                      | 米蘭           | 司鐸級樞機 | 聖奧斯定堂區司鐸                                   | 1686年9月2日   | 諾森十一世   |                                                          |
| 良保·嘉祿·翁·科隆尼特什                          | 匈牙利         | 司鐸級樞機 | （無）                                             | 1686年9月2日   | 諾森十一世   |                                                          |
| 伯多祿·瑪竇·皮特魯奇                             | 耶西           | 司鐸級樞機 | 聖瑪策祿堂區司鐸                                   | 1686年9月2日   | 諾森十一世   |                                                          |
| 威廉·埃貢·馮·菲爾斯滕貝爾格                      | 士瓦本         | 司鐸級樞機 | （無）                                             | 1686年9月2日   | 諾森十一世   |                                                          |
| 若望·加西彌祿·登霍夫                             | 波蘭           | 司鐸級樞機 | 拉丁門前聖若望堂區司鐸                             | 1686年9月2日   | 諾森十一世   |                                                          |
| 若瑟·賽恩斯·德·阿吉雷                            | 西班牙         | 司鐸級樞機 | 聖女巴比諾堂區司鐸                                 | 1686年9月2日   | 諾森十一世   |                                                          |
| 利達·科洛雷多                                    | 弗留利         | 司鐸級樞機 | 金山聖伯多祿堂區司鐸                               | 1686年9月2日   | 諾森十一世   |                                                          |
| 福多那督·嘉拉洛·卡拉法· 德拉·斯皮納              | 拿坡里         | 司鐸級樞機 | 聖若望及保祿堂區司鐸                               | 1686年9月2日   | 諾森十一世   |                                                          |
| 方濟各·馬伊達爾基尼                              | 維泰博         | 執事級樞機 | 拉塔路聖母執事區執事                               | 1647年10月7日  | 諾森十世     | 首席助祭                                                 |
| 尼各老·阿恰伊奧利                                | 佛羅倫斯       | 執事級樞機 | 聖葛斯默和達彌盎執事區執事                         | 1669年11月29日 | 克勉九世     |                                                          |
| 嘉祿·切里                                        | 羅馬           | 執事級樞機 | 羅馬廣場的聖哈德良 執事區執事                      | 1669年11月29日 | 克勉九世     |                                                          |
| 烏爾巴諾·薩凱蒂                                  | 佛羅倫斯       | 執事級樞機 | 聖尼各老監獄執事區執事                             | 1681年9月1日   | 諾森十一世   |                                                          |
| 若望·方濟各·吉內蒂                               | 羅馬           | 執事級樞機 | 魚市場的聖安傑洛執事區執事                         | 1681年9月1日   | 諾森十一世   |                                                          |
| 本篤·潘菲利                                      | 羅馬           | 執事級樞機 | 哥德的聖亞加大執事區執事                           | 1681年9月1日   | 諾森十一世   |                                                          |
| 道明·瑪利亞·科爾西                               | 佛羅倫斯       | 執事級樞機 | 聖歐大邱執事區執事                                 | 1686年9月2日   | 諾森十一世   |                                                          |
| 若望·方濟各·內格羅尼                             | 熱那亞         | 執事級樞機 | 皇宮的聖凱撒利亞執事區執事                         | 1686年9月2日   | 諾森十一世   | 1689年10月4日因病退出這場選舉秘密會議                    |
| 富爾維奧·阿斯塔利                                | 桑布科         | 執事級樞機 | 希臘聖母執事區執事                                 | 1686年9月2日   | 諾森十一世   | 1719年成為樞機團團長                                     |
| 嘉斯巴·卡瓦列里                                  | 羅馬           | 執事級樞機 | 阿郊洛聖母執事區執事                               | 1686年9月2日   | 諾森十一世   |                                                          |
| 方濟各·瑪麗亞·德·美迪奇                          | 佛羅倫斯       | 執事級樞機 | 上主聖母執事區執事                                 | 1686年9月2日   | 諾森十一世   |                                                          |
| 雷納鐸·德·埃斯特                                 | 摩德納         | 執事級樞機 | 階梯聖母執事區執事                                 | 1686年9月2日   | 諾森十一世   |                                                          |

### 缺席的樞機選舉人
缺席這場選舉秘密會議的樞機選舉人共有9人，9人均是司鐸級樞機。9位樞機中有8位均由諾森十一世擢升，剩餘的一位則由克勉九世擢升。
| 姓名                                      | 所屬國家/地區 | 級別       | 於羅馬的領銜職務 | 冊封樞機日期 | 冊封者     | 備註                                                |
| ----------------------------------------- | ------------- | ---------- | ---------------- | ------------ | ---------- | --------------------------------------------------- |
| 類斯·厄瑪奴耳·費爾南德斯· 德·波爾托卡雷羅 | 西班牙        | 司鐸級樞機 | 聖撒比納堂區司鐸 | 1669年8月5日 | 克勉九世   |                                                     |
| 方濟各·比翁維西                           | 盧卡          | 司鐸級樞機 | （無）           | 1681年9月1日 | 諾森十一世 |                                                     |
| 韋里西莫·德·倫卡斯特雷                    | 葡萄牙        | 司鐸級樞機 | （無）           | 1686年9月2日 | 諾森十一世 |                                                     |
| 安傑洛·瑪利亞·拉努齊                      | 波隆那        | 司鐸級樞機 | （無）           | 1686年9月2日 | 諾森十一世 | 他前往參加選舉秘密會議途中於1689年9月27日在法諾離世 |
| 才祿·杜拉佐                               | 熱那亞        | 司鐸級樞機 | （無）           | 1686年9月2日 | 諾森十一世 |                                                     |
| 奧斯定·彌額爾· 斯德望·拉傑約夫斯基        | 波蘭          | 司鐸級樞機 | （無）           | 1686年9月2日 | 諾森十一世 |                                                     |
| 斯德望·勒-卡米                            | 法國          | 司鐸級樞機 | （無）           | 1686年9月2日 | 諾森十一世 |                                                     |
| 若望·馮·格斯                              | 法蘭德斯      | 司鐸級樞機 | （無）           | 1686年9月2日 | 諾森十一世 | 他未能在這場選舉秘密會議完結前到場                  |
| 伯多祿·德·薩拉薩爾·古鐵雷斯·德·托萊多     | 西班牙        | 司鐸級樞機 | （無）           | 1686年9月2日 | 諾森十一世 |                                                     |

## 選舉秘密會議開始
這場選舉秘密會議共有51位樞機選舉人出席。佛雷德利·保加拿（Frederic Baumgartner）認為參與選舉秘密會議的53位樞機中有7人來自意大利以外地區，17人來自教宗國。教宗諾森十一世擢升的各樞機整體上並沒有加入任何一個世俗君主的陣營，故此隸屬法國和哈布斯堡王朝陣營的樞機分別只有5人和7人。另一陣營「飛行小組」因瑞典女王克里斯蒂娜和德喬·阿佐利諾離世而無法影響選情。由9位樞機組成的「熱誠派」陣營在這場選舉中冒起，他們認為要讓一位「最佳人選出任教宗」並覺得政治聯繫不能決定一個人是否最佳人選。
方濟各·瑪麗亞·德·美迪奇領導西班牙陣營，里納爾多·埃斯特則領導法國陣營。弗拉維·基吉和帕盧佐·帕盧齊·阿爾蒂耶里·德利·阿爾貝爾托尼原本各自領導自己的陣營但因兩派因為人數不足而結盟，他們之後加入本篤·潘菲利和美迪奇的派系。埃斯特、紹訥公爵查爾斯·德阿爾伯特·德艾利和托爾西侯爵約翰·科爾伯爾特向法國國王十四提供有關這場選舉秘密會議的意見。美迪奇和盧伊斯·弗蘭西斯科·德·拉·塞爾達則出任西班牙駐聖座大使。神聖羅馬帝國皇帝利奧波德一世因不同意讓美迪奇代表他而派出列支敦士登親王安東·弗洛里安前往選舉會場作為他的代表。弗洛里安和德艾利分別於9月29日和10月2日到達選舉場地的門前。
雷蒙·卡皮祖基和額我略·巴爾巴里戈在選舉秘密會議初期被視為有機會當選教宗的人，但兩人均未能當選。外界流傳巴爾巴里戈已於9月20日當選教宗的傳聞，但是後來有報導說他要求各樞機不要投票給他。

## 選出新教宗及加冕

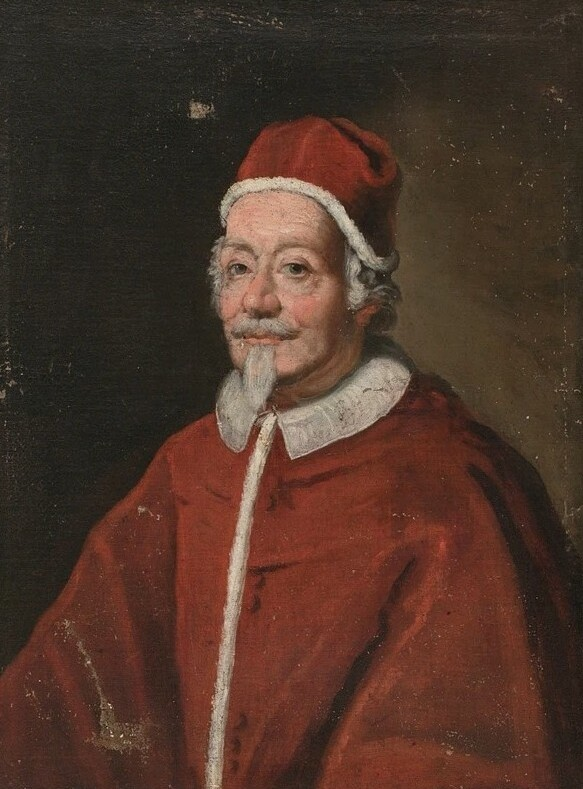
教皇亚历山八世肖像 – 17世纪罗马画派

伯多祿·未圖·奧托博尼樞機自選舉秘密會議開始就被視為接任教宗的最佳人選。由於身為威尼斯人的奧托博尼有敵人，故此支持他的樞機為了讓他當選教宗而謹慎行事。「熱誠派」和弗拉維·基吉均支持他成為下任教宗，基吉亦成功説服方濟各·瑪麗亞·德·美迪奇和帕盧佐·帕盧齊·阿爾蒂耶里·德利·阿爾貝爾托尼支持奧托博尼。利奧波德一世和十四本來反對奧托博尼成為下任教宗，但兩人後來均同意讓他當選教宗。他的支持者承諾奧托博尼會任命那些教宗諾森十一世拒絕任命的法國主教，這番承諾令奧托博尼可以當選教宗。奧托博尼在宗座從缺之時已經79歲，這亦是令他突圍而出當選的原因。
1689年10月6日，49位樞機選舉人一致投票支持奧托博尼出任教宗。奧托博尼是超過200年來首位出身威尼斯的教宗。由於基吉協助他當選，他稱呼自己為「亞歷山大」以紀念基吉的叔叔教宗亞歷山大七世。他選擇這個名號的另一個原因是因為他敬仰受威尼斯人歡迎的教宗亞歷山大三世。他在選擇「亞歷山大」為自己的名號之前原本考慮選擇「烏爾巴諾」為名號，紀念提攜他的教宗烏爾巴諾八世。亞歷山大八世當選後10天接受加冕並於同年10月28日到拉特朗聖若望大殿就任羅馬主教。

### 引用
1. 1 2 3 4 5 6 7 8 9 10 11 12 13 14  Adams, John Paul. . Califonia State University, Northridge. 2015-08-11  [2019-01-05]. （原始内容存档于2019-01-05） （英语）.
2. 1 2  Baumgartner, 2003, pp. 162-163.
3. 1 2 3 4  Baumgartner, 2003, p. 163.
4. 1 2  Freiherr von Pastor, 1940, p. 525.
5. ↑  Signorotto & Visceglia, 2002, pp. 105-106.
6. 1 2 3  Baumgartner, 2003, p. 164.
7. ↑  Freiherr von Pastor, 1940, pp. 528-529.
8. 1 2 3  Miranda, Salvador. . Florida International University.   [2019-01-05]. （原始内容存档于2019-01-05） （英语）.
9. 1 2 3 4  Miranda, Salvador. . Florida International University.   [2019-01-05]. （原始内容存档于2019-01-05） （英语）.
10. 1 2 3 4  Miranda, Salvador. . Florida International University.   [2019-01-05]. （原始内容存档于2019-01-05） （英语）.
11. 1 2 3 4  Miranda, Salvador. . Florida International University.   [2019-01-05]. （原始内容存档于2019-01-05） （英语）.
12. 1 2 3 4 5 6 7  Miranda, Salvador. . Florida International University.   [2019-01-05]. （原始内容存档于2019-01-05） （英语）.
13. 1 2 3 4  Miranda, Salvador. . Florida International University.   [2019-01-05]. （原始内容存档于2019-01-05） （英语）.
14. 1 2 3  Miranda, Salvador. . Florida International University.   [2019-01-05]. （原始内容存档于2019-01-05） （英语）.
15. 1 2 3 4 5  Miranda, Salvador. . Florida International University.   [2019-01-05]. （原始内容存档于2019-01-05） （英语）.
16. 1 2 3 4  Miranda, Salvador. . Florida International University.   [2019-01-06]. （原始内容存档于2019-01-07） （英语）.
17. 1 2 3 4 5 6 7  Miranda, Salvador. . Florida International University.   [2019-01-05]. （原始内容存档于2019-01-05） （英语）.
18. 1 2 3 4  Miranda, Salvador. . Florida International University.   [2019-01-06]. （原始内容存档于2019-01-06） （英语）.
19. 1 2 3  Miranda, Salvador. . Florida International University.   [2019-01-06]. （原始内容存档于2019-01-06） （英语）.
20. 1 2 3 4 5  Miranda, Salvador. . Florida International University.   [2019-01-06]. （原始内容存档于2019-01-06） （英语）.
21. 1 2 3 4 5  Miranda, Salvador. . Florida International University.   [2019-01-06]. （原始内容存档于2019-01-06） （英语）.
22. 1 2 3 4 5  Miranda, Salvador. . Florida International University.   [2019-01-06]. （原始内容存档于2019-01-06） （英语）.
23. 1 2 3 4 5 6 7 8 9 10 11 12 13 14 15 16 17  Miranda, Salvador. . Florida International University.   [2019-01-06]. 原始内容存档于2019-01-06 （英语）.
24. 1 2 3 4 5 6 7 8 9 10 11 12 13 14 15 16 17 18 19 20 21 22 23 24 25 26 27 28 29 30 31 32 33  Miranda, Salvador. . Florida International University.   [2019-01-06]. （原始内容存档于2019-01-06） （英语）.
25. 1 2 3  Miranda, Salvador. . Florida International University.   [2019-01-06]. （原始内容存档于2019-01-07） （英语）.
26. 1 2 3 4 5  Miranda, Salvador. . Florida International University.   [2019-01-06]. （原始内容存档于2019-01-06） （英语）.
27. 1 2  Miranda, Salvador. . Florida International University.   [2019-01-08]. （原始内容存档于2019-01-08） （英语）.
28. ↑  Baumgartner, 2003, pp. 163-164.
29. ↑  Freiherr von Pastor, 1940, p. 527.
30. 1 2  Freiherr von Pastor, 1940, p. 529.
31. ↑  Freiherr von Pastor, 1940, p. 528.
32. ↑  Olszewski, 2004, p. 11.
33. ↑  Olszewski, 2004, pp. 11 & 13.

### 來源
- Baumgartner, Frederic J. . Palgrave Macmillan. 2003  [2019-01-10]. ISBN 0-312-29463-8. （原始内容存档于2018-02-24） （英语）.
- Freiherr von Pastor, Ludwig. Graf, Ernest , 编.  XXXII. Kegan Paul, Trench, Trubner & Co. Ltd. 1940 [1891] （英语）.
- Olszewski, Edward J. . American Philosophical Society. 2004  [2019-01-10]. ISBN 978-0-87169-252-8. （原始内容存档于2019-01-11） （英语）.
- Signorotto, Gianvittorio; Visceglia, Maria Antonietta. . Cambridge University Press. 2002  [2019-01-10]. ISBN 9781139431415. （原始内容存档于2018-10-08） （英语）.